# Zygocanna diploconus
Zygocanna diploconus är en nässeldjursart som först beskrevs av Ernst Haeckel 1879.  Zygocanna diploconus ingår i släktet Zygocanna och familjen Aequoreidae. Inga underarter finns listade i Catalogue of Life.